# Arese
Arese is een gemeente in de Italiaanse metropolitane stad Milaan (regio Lombardije) en telt 19.333 inwoners (31-12-2004). De oppervlakte bedraagt 6,5 km², de bevolkingsdichtheid is 2941,87 inwoners per km².
De volgende frazioni maken deel uit van de gemeente: Valera.

## Demografie
Arese telt ongeveer 7482 huishoudens. Het aantal inwoners steeg in de periode 1991-2001 met 0,9% volgens cijfers uit de tienjaarlijkse volkstellingen van ISTAT.
| Jaar | Inwoneraantal |
| ---- | ------------- |
| 1991 | 18.612        |
| 2001 | 18.771        |

## Geografie
De gemeente ligt op ongeveer 160 m boven zeeniveau.
Arese grenst aan de volgende gemeenten: Lainate, Garbagnate Milanese, Bollate, Rho, Milaan.